# Keady
Keady (An Céide in gaelico irlandese) è un villaggio dell'Irlanda del Nord, situato nella contea di Armagh.